# Atto processuale
Un atto processuale, in diritto, è un atto giuridico, posto in essere, nell'ambito di un processo, da una parte, dal pubblico ministero, dal giudice o da suoi ausiliari (quali, nell'ordinamento italiano, il cancelliere o l'ufficiale giudiziario), secondo le norme processuali, che ha come effetto la costituzione, la modificazione o l'estinzione del rapporto processuale.

## Caratteristiche
Gli atti processuali, concatenati in un certo ordine a partire dall'atto introduttivo (nel processo civile italiano, di regola, l'atto di citazione), costituiscono quel particolare procedimento che è il processo, attraverso il quale viene esercitata la funzione giurisdizionale, e sono preordinati al suo atto terminale, un provvedimento giurisdizionale, esso stesso atto processuale.
Di regola gli atti processuali producono gli effetti stabiliti dalla  legge, a prescindere dall'intenzione di chi li ha compiuti: si tratta,  in altri termini, di meri atti. Sono, tuttavia, atti negoziali i cosiddetti atti dispositivi, con i quali la parte dispone del diritto sostanziale controverso dedotto in giudizio o rinuncia all'esercizio dell'azione, sempre che si tratti di diritti disponibili. 
Non sono considerati atti processuali gli atti compiuti da soggetti del processo all'infuori dello stesso, quand'anche diretti a esplicare effetti sul suo svolgimento (sono i cosiddetti atti sostanziali con effetti processuali, di cui è un esempio il compromesso arbitrale), così come gli atti compiuti nel processo da persone che non sono suoi soggetti (ad esempio, la testimonianza, che è un mero fatto processuale).